# Sigma-1 receptor
Sigma-1 receptor je šaperonski protein na endoplazmatičnom retikulumu (ER) koji moduliše kalcijumsku signalizaciju putem  receptora. Sigma-1 receptor je kod čoveka kodiran  genom.
Sigma-1 receptor je transmembranski protein koji je izražen u mnogim tipovima tkiva. On je posebno koncentrovan u pojedinim regionima centralnog nervnog sistema. Za njega se smatra da učestvuje u velikom broju sistema, što obuhvata kardiovaskularne funkcije, šizofreniju, kliničku depresiju, efekte zloupotrebe kokaina, i rak. Dostupne se detaljne informacije o afinitetu vezivanja stotina sintetičkih jedinjenja za sigma-1 receptor.
Endogeni ligand sigma-1 receptora još uvek nije poznat. Trag amini i halucinogen dimetiltriptamin (DMT), kao i neuroaktivni steroidi poput dehidroepiandrosterona (DHEA) i pregnenolona, mogu da aktiviraju ovaj receptor.

## Struktura
Sigma-1 receptor je integralni membranski protein sa 223 aminokiselina. On nije sličan ni sa jednim drugim poznatim proteinom sisara. On je 30% identičan i 66% homologan sa fungalnom sterol izomerazom, mada nema sposobnost izomeracije sterola. Hidropatska analiza sigma-1 receptor ukazuje na postojanje tri hidrofobna regiona, i postoji evidencija da postoje dva transmembranska segmenta. Kristalna struktura  sigma-1 receptora nije dostupna.

## Ligandi
Selektivni ligandi σ1 receptora:
- : agonist
- 3-[[1-[(4-hlorofenil)metil]-4-piperidil]metil]-1,3-benzoksazol-2-on: veoma visok afinitet vezivanja i selektivnost[9]
- 1'-[(4-fluorofenil)metil]spiro[1H-izobenzofuran-3,4'-piperidin][10]
- 1-benzil-6′-metoksi-6′,7′-dihidrospiro[piperidin-4,4′-tieno[3.2-c]piran]: selektivni antagonist[11]
- 1'-benzil-6-metoksi-1-fenil-spiro[6H-furo[3,4-c]pirazol-4,4'-piperidin][12]
- (−)--4-metil-1-[2-(4-hlorofenokis)-1-metiletil]piperidin[13]

Postoji niz liganda koji imaju visok afinitet za σ1 ali im bilo nedostaje  σ2 selektivnost ili imaju visok afinitet na druga mesta vezivanja, npr. haloperidol. Postoje i mnogobrojni agensi koji imaju umerenu σ1 aktivnost.

## Literatura
1. ↑  Hayashi T, Su TP (2007). „Sigma-1 receptor chaperones at the ER-mitochondrion interface regulate Ca2+ signaling and cell survival.”. Cell. 131 (3): 596—610. PMID 17981125. doi:10.1016/j.cell.2007.08.036.
2. ↑  Kekuda R, Prasad PD, Fei YJ, Leibach FH, Ganapathy V (1996). „Cloning and functional expression of the human type 1 sigma receptor (hSigmaR1)”. Biochem. Biophys. Res. Commun. 229 (2): 553—8. PMID 8954936. doi:10.1006/bbrc.1996.1842.
3. ↑  Prasad PD, Li HW, Fei YJ, Ganapathy ME, Fujita T, Plumley LH, Yang-Feng TL, Leibach FH, Ganapathy V (1998). „Exon-intron structure, analysis of promoter region, and chromosomal localization of the human type 1 sigma receptor gene”. J. Neurochem. 70 (2): 443—51. PMID 9453537. doi:10.1046/j.1471-4159.1998.70020443.x.
4. ↑  Weissman AD, Su TP, Hedreen JC, London ED (1988). „Sigma receptors in post-mortem human brains”. J. Pharmacol. Exp. Ther. 247 (1): 29—33. PMID 2845055.
5. ↑  Guitart X, Codony X, Monroy X (2004). „Sigma receptors: biology and therapeutic potential”. Psychopharmacology (Berl.). 174 (3): 301—19. PMID 15197533. doi:10.1007/s00213-004-1920-9.
6. ↑  Zhang H, Cuevas J (2005). „sigma Receptor activation blocks potassium channels and depresses neuroexcitability in rat intracardiac neurons”. J. Pharmacol. Exp. Ther. 313 (3): 1387—96. PMID 15764734. doi:10.1124/jpet.105.084152.
7. ↑  Fontanilla; Jessett, DM; Brown, CG; Radley, DE; Jackson, M. B.; Ruoho, A. E.;  . (2009). „The Hallucinogen N,N-Dimethyltryptamine (DMT) Is an Endogenous Sigma-1 Receptor Regulator”. Science. 323 (5916): 934—937. PMC 2947205 . PMID 19213917. doi:10.1126/science.1166127.
8. ↑  Su TP, Hayashi T (2003). „Understanding the molecular mechanism of sigma-1 receptors: towards a hypothesis that sigma-1 receptors are intracellular amplifiers for signal transduction”. Curr. Med. Chem. 10 (20): 2073—80. PMID 12871086. doi:10.2174/0929867033456783.
9. ↑  Zampieri D; Grazia Mamolo M; Laurini E;  . (2009). „Substituted benzo[d]oxazol-2(3H)-one derivatives with preference for the sigma1 binding site”. Eur J Med Chem. 44 (1): 124—30. PMID 18440098. doi:10.1016/j.ejmech.2008.03.011.
10. ↑  Große Maestrup E; Wiese C; Schepmann D;  . (2009). „Synthesis of spirocyclic sigma(1) receptor ligands as potential PET radiotracers, structure-affinity relationships and in vitro metabolic stability”. Bioorg. Med. Chem. 17 (10): 3630. PMID 19394833. doi:10.1016/j.bmc.2009.03.060.
11. ↑  Oberdorf C, Schepmann D, Vela JM, Diaz JL, Holenz J, Wünsch B (2008). „Thiophene bioisosteres of spirocyclic sigma receptor ligands. 1. N-substituted spiro[piperidine-4,4'-thieno[3,2-c]pyrans]”. J. Med. Chem. 51 (20): 6531—7. PMID 18816044. doi:10.1021/jm8007739.
12. ↑  Schläger T, Schepmann D, Würthwein EU, Wünsch B (2008). „Synthesis and structure-affinity relationships of novel spirocyclic sigma receptor ligands with furopyrazole structure”. Bioorg. Med. Chem. 16 (6): 2992—3001. PMID 18221879. doi:10.1016/j.bmc.2007.12.045.
13. ↑  Berardi F, Loiodice F, Fracchiolla G, Colabufo NA, Perrone R, Tortorella V (2003). „Synthesis of chiral 1-[omega-(4-chlorophenoxy)alkyl]-4-methylpiperidines and their biological evaluation at sigma1, sigma2, and sterol delta8-delta7 isomerase sites”. J. Med. Chem. 46 (11): 2117—24. PMID 12747784. doi:10.1021/jm021014d.
14. ↑  EP1787679
15. ↑  Lee IT, Chen S, Schetz JA (2008). „An unambiguous assay for the cloned human sigma1 receptor reveals high affinity interactions with dopamine D4 receptor selective compounds and a distinct structure-affinity relationship for butyrophenones”. Eur. J. Pharmacol. 578 (2-3): 123—36. PMC 2963108 . PMID 17961544. doi:10.1016/j.ejphar.2007.09.020.

## Spoljašnje veze
- sigma-1+receptor на 